# My Struggle IV (The X-Files)
«My Struggle IV» es el décimo episodio y final de la undécima temporada de la serie de televisión estadounidense de ciencia ficción The X-Files. El episodio fue escrito y dirigido por Chris Carter. Se emitió el 21 de marzo de 2018 en Fox. El lema de este episodio es «Salvator Mundi».
El programa se centra en agentes especiales del FBI que trabajan en casos paranormales sin resolver llamados expedientes X; centrándose en las investigaciones de Fox Mulder (David Duchovny) y Dana Scully (Gillian Anderson) tras su reincorporación al FBI. En este episodio, Mulder y Scully se apresuran a encontrar a un William que huye, mientras que el fumador sigue adelante con su último plan para la colonización.

## Argumento
Después de los eventos de «Ghouli», William se ha convertido en un fugitivo de los agentes del gobierno, ya que es fundamental para los planes del fumador. Reflexionando sobre su difícil infancia, decide encontrar al fumador para conocer la verdad sobre su naturaleza.
Mulder y Scully reciben una llamada de Mónica Reyes, advirtiéndoles que William ha sido detenido y escoltado a un almacén del gobierno en Maryland. Scully, que ha estado luchando contra enfermedades y visiones del futuro a través de su vínculo psíquico con William, predice que él no estará allí. Mulder se infiltra en el edificio, pero se ve obligado a matar a los agentes y al Sr. Y antes de que pueda interrogarlos y no encuentra rastro de William.
Scully identifica un grupo de ganadores de lotería en el noreste de Tennessee, que cree que es un efecto secundario de la presencia de William. Mulder sigue el rastro, pero él mismo es seguido por un agente del gobierno. William hace autoestop con un camionero, solo para aterrorizarlo con sus poderes. Mulder renuncia frustrado y, en cambio, anticipa que William se dirige a Norfolk. Mientras tanto, William es recogido por el agente que sigue a Mulder.
Con la ayuda de Sarah Turner y Brianna Stapleton (las dos chicas que conocían a William en el episodio «Ghouli») y la amiga de Sarah, Maddy, Mulder finalmente localiza a William en un hotel en Norfolk. Convence a William para que hable con él mientras una unidad de soldados, dirigida por Erika Price, localiza el auto del agente. El agente está muerto, habiendo sido destrozado por William. La unidad de Price desciende a la habitación de hotel de William e intenta arrestarlo. William vuelve sus poderes sobre ellos, haciendo que exploten. Casi pierde el control y mata a Mulder, pero recupera la compostura y huye de la escena cuando los medios descienden sobre el hotel.
En un intento por ganar más tiempo para Mulder, Scully se pone en contacto con el presentador web de derecha Tad O'Malley y afirma que el incidente en el hotel fue parte del proyecto para liberar un patógeno creado por el hombre desarrollado a partir de un virus extraterrestre. Se nombra a Mulder como la fuente de la historia, lo que llevó al director Kersh a ordenar a Walter Skinner que cerrara los expedientes X de una vez por todas y despidiera a Mulder y Scully de sus funciones. Scully recibe otra visión, esta vez de la muerte de Mulder y le suplica a Skinner que la ayude a salvarlo.
Mulder sigue a William a una fábrica abandonada en la costa. Scully llega poco después y Mulder sugiere que dejen de intentar encontrar a William porque no quiere que lo encuentren y porque no pueden protegerlo. Scully se niega a retroceder y presiona a Mulder para que le dé detalles cuando llega el verdadero Mulder; el Mulder que habló con Scully era William disfrazado. Mientras los dos lo persiguen por la fábrica, Skinner se da cuenta de que Reyes y el fumador los han seguido. El fumador obliga a Reyes a atropellar a Skinner. Skinner dispara al auto y mata a Reyes. Luego intenta correr más rápido que el auto, pero es aplastado entre dos autos.
El fumador se enfrenta a Mulder en el paseo marítimo. Mulder se burla de él y el fumador le dispara en la cabeza y él cae al agua, reflejando la visión de Scully de la muerte de Mulder. Aparece el verdadero Mulder, disparando al fumador, quien se da cuenta de que le disparó a William (disfrazado de Mulder). El fumador cae al agua y su cuerpo es arrastrado por la corriente.
Posteriormente, Mulder y Scully se consuelan mutuamente. Scully revela que William no era su hijo sino un experimento creado por el fumador e implantado en ella; ella dice que nunca fue una madre para él y que ella y Mulder nunca tuvieron la intención de criarlo. Habiendo finalmente aprendido la verdad sobre la paternidad de William, Mulder lucha con el conocimiento de esto hasta que Scully revela que está embarazada de su hijo, una aparente imposibilidad. Mientras los dos se abrazan, William resurge del agua en otro lugar, consciente y vivo.

## Producción

### Rodaje
El rodaje de la temporada comenzó en agosto de 2017 en Vancouver, Canadá, donde se filmó la temporada anterior, junto con las cinco primeras temporadas del programa. El episodio fue dirigido por Chris Carter.

### Escritura
El episodio fue escrito por Chris Carter. Explicó su razón para un argumento de la mitología de cuatro partes en esta entrevista con TVInsider:

Realmente hay cuatro cuartos de un total. Y creo que tal vez lanzaron algunas personas al principio de la temporada pasada, e incluso al final de la temporada pasada. Pero creo que ves, como has visto, que eran piezas de un rompecabezas, cuatro piezas de un rompecabezas en un círculo. Quería contar la historia de Mulder: la lucha de Mulder. Quería contar la lucha de Scully. Quería contar la lucha del fumador y quería contar la lucha de William. Para mí, los cuatro personajes que son fundamentales para la mitología.

Cuando se le preguntó acerca de la posibilidad de una duodécima temporada, Carter dice que todavía hay más archivos por descubrir «en esos cajones en la oficina de Mulder». Carter dice, «la verdad siempre está ahí, y está abierta para ser explorada». También parece satisfecho de que este episodio sea el final de la serie.

## Recepción
En su emisión inicial en los Estados Unidos el 21 de marzo de 2018, recibió  3,43 millones de espectadores, lo que representa un aumento con respecto al episodio anterior, que tuvo 3,01 millones de espectadores.
«My Struggle IV» recibió críticas, en general, negativas de los críticos. En Rotten Tomatoes tiene una aprobación del 31 % con una calificación promedio de 5.49 de 10 basado en 13 reseñas. El consenso crítico del sitio dice: «“My Struggle IV” finaliza la temporada, y posiblemente la serie, con una nota agria sin química de actor ni una conclusión gratificante ni cualquier tipo de despedida de la principal protagonista de The X-Files».